# Сальское (Приморский край)
Сальское — село Дальнереченского района Приморского края. Административный центр Сальского сельского поселения.

## История
Станица Сальская основана в 1895 году переселенцами — донскими казаками. Названа в честь Сальского казачьего округа. Среди первопоселенцев Сальского были Антон Петров Меркулов, Федор Васильев Кирсанов, Николай Васильев Пименов, Иван Антонов Мелихов. В 1897 году в Сальском проживали уже 64 казака во главе с атаманом Платоном Дубоносовым.

## Инфраструктура
В селе Сальское присутствуют такие учреждения, как школа, Фельдшерско-акушерский пункт и несколько (4) магазинов. В ближайшем времени планируется постройка станции технического обслуживания для автомобилей.

## Население
| 2002 | 2010  |
| ---- | ----- |
| 1189 | ↘1145 |

## География
Село Сальское расположено на правом берегу реки Большая Уссурка, недалеко от границы с КНР. Расстояние до административного центра (города Дальнереченска) менее 10 км. Рядом с селом проходит федеральная трасса «Уссури» и железная дорога. Есть детский сад и школа имени Героя Советского Союза, участника боёв за остров Даманский Демократа Леонова.
Между селом и правым берегом Уссури в пограничной зоне на расстоянии около 2 км от Сальского находится деревня Заливная.